# بیرلیک (شهرستان توپ)
بیرلیک (به لاتین: Birlik) یک روستا در قرقیزستان است که در شهرستان توپ واقع شده‌است. بیرلیک ۹۱۵ نفر جمعیت دارد و ۱٬۶۲۵ متر بالاتر از سطح دریا واقع شده‌است.